# Satoko Miyahara
Satoko Miyahara (japonês: 宮原 知子, Hepburn: Miyahara Satoko, Quioto, Quioto, 26 de março de 1998) é uma patinadora artística japonesa. Ela conquistou uma medalha de prata (2015) e uma de bronze (2018) em campeonatos mundiais, foi campeã  do Campeonato dos Quatro Continentes de 2016, vice-campeã dos Campeonatos dos Quatro Continentes de 2014 e 2015, tetracampeã no Campeonato Japonês (2014-2017)e duas vezes campeã do Campeonato Japonês Júnior (2011,2012). Ela ficou na 4ª posição nos Jogos Olímpicos de Inverno de 2018. 
Atualmente, Miyahara se encontra na 14ª posição no ranking mundial da ISU da categoria individual feminina.

## Vida pessoal
Por conta do emprego de seus pais, Miyahara morou nos Estados Unidos, em Houston, Texas, dos cinco aos sete anos de idade, retornando a Kyoto, sua cidade natal, após esse período. Durante a estadia, Satoko aprendeu a língua inglesa, que usa para se comunicar em entrevistas internacionais.
Em 2021, ela se graduou em Letras - Inglês na Kansai University.

## Programas
| Temporada | Programa curto | Programa livre | Exibição |
| --------- | --- | --- | --- |
| 2021-2022 | - Song For The Little Sparrow de Abel Korzeniowski por Patricia Kaas coreografado por Lori Nichol                                                           | - Tosca por Giacomo Puccini coreografado por Lori Nichol | |
| 2020–2021 | - Gnossienne No. 1 by Erik Satie - Metamorphosis II by Philip Glass coreografado por Stephane Lambiel                                                       | - Tosca by Giacomo Puccini coreografado por Lori Nichol | - Yalla by ZwiReK - Tabla & Percussion Solo performed by Bashir Abdel Aal - Egyptian Disco (Buddha Bar edit) by David Visan coreografado por Benoit Richaud                                                        |
| 2019–2020 | - Yalla by ZwiReK - Tabla & Percussion Solo performed by Bashir Abdel Aal - Egyptian Disco (Buddha Bar edit) by David Visan coreografado por Benoit Richaud | - Theme from Schindler's List (from Schindler's List) by John Williams - Prelude in C-sharp minor by Sergei Rachmaninoff - Hatikvah (Interlude) by Samuel Cohen coreografado por Lori Nichol | - Gnossienne No. 1 by Erik Satie - Metamorphosis II by Philip Glass coreografado por Stephane Lambiel |
| 2018–2019 | - Song For The Little Sparrow by Abel Korzeniowski performed by Patricia Kaas coreografado por Lori Nichol                                                  | - Invierno Porteno by Astor Piazzolla coreografado por Tom Dickson | - Bella Donna Twist (Kurios, Cirque du Soleil) coreografado por Stephane Lambiel |
| 2017–2018 | - Sayuri's Theme (from Memoirs of a Geisha) by John Williams coreografado por Lori Nichol                                                                   | - Madama Butterfly Prelude (Act 3) Goro's Entrance (Act 2) Butterfly Bids Her Child Farewell (Act 2) by Giacomo Puccini coreografado por Tom Dickson                                         | - Concierto de Aranjuez by Joaquín Rodrigo |
| 2016–2017 | - Musetta's Waltz (from La Bohème) by Giacomo Puccini choreo. by Lori Nichol                                                                                | - Venus (from The Planets) by Gustav Holst - Mars (from The Planets) - Princess Leia's Theme (from Star Wars) by John Williams - Jupiter (from The Planets) choreo. by Tom Dickson           | - One More Try by George Michael performed by Brenna Whitaker choreo. by Jeffrey Buttle - Hernando's Hideaway by Jerry Ross, Richard Adler performed by Ella Fitzgerald choreo. by Stéphane Lambiel                |
| 2015–2016 | - Firedance (from Riverdance) by Bill Whelan choreo. by Tom Dickson                                                                                         | - Un Sospiro by Franz Liszt choreo. by Lori Nichol | - Tsubasa wo Kudasai performed by Hayley Westenra choreo. by Stéphane Lambiel - Pennies from Heaven performed by Rose Murphy choreo. by Jeffrey Buttle                                                             |
| 2014–2015 | - The Magic Flute by Wolfgang Amadeus Mozart choreo. by Lori Nichol                                                                                         | - Miss Saigon by Claude-Michel Schönberg choreo. by Tom Dickson | - The Man I Love performed by Kate Bush, Larry Adler - Sing, Sing, Sing (With a Swing) by Benny Goodman performed by Electro Swing Invasion - Let Her Go performed by Jasmine Thompson choreo. by Stéphane Lambiel |
| 2013–2014 | - Merry Christmas, Mr. Lawrence by Ryuichi Sakamoto | - Poeta by Vicente Amigo | - Solace by Vanessa-Mae |
| 2012–2013 | - The Swan by Camille Saint-Saëns - Voice of Spring Waltz by Johann Strauss II                                                                              | - Romeo and Juliet by Nino Rota - Adagio in G minor by Remo Giazotto | - Papa Loves Mambo by Perry Como - Voice of Spring Waltz by Johann Strauss II |
| 2011–2012 | - Por una Cabeza (from Scent of a Woman) by Thomas Newman                                                                                                   | - Mother Goose Suite by Maurice Ravel | - Sympathique by Pink Martini |

## Principais resultados

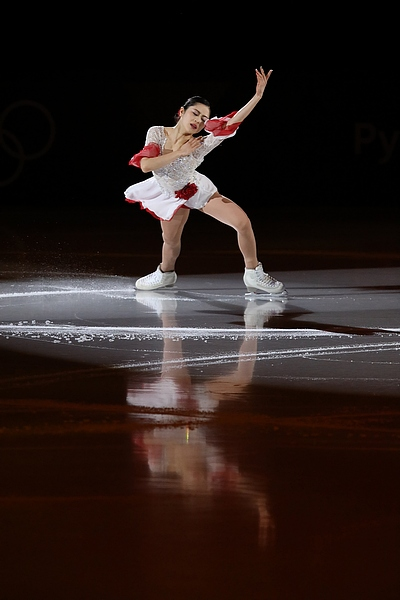
Miyahara nos Jogos Olímpicos de 2018

| Resultados | Resultados       | Resultados       | Resultados       | Resultados       | Resultados        | Resultados       | Resultados        | Resultados        | Resultados        | Resultados        | Resultados        | Resultados       | Resultados        | Resultados    |
| Internacional | Internacional    | Internacional    | Internacional    | Internacional    | Internacional     | Internacional    | Internacional     | Internacional     | Internacional     | Internacional     | Internacional     | Internacional    | Internacional     | Internacional |
| Evento/Temporada | 2007– 2008       | 2009– 2010       | 2010– 2011       | 2011– 2012       | 2012– 2013        | 2013– 2014       | 2014– 2015        | 2015– 2016        | 2016– 2017        | 2017– 2018        | 2018– 2019        | 2019– 2020       | 2020– 2021        | 2021– 2022    |
| --- | ---------------- | ---------------- | ---------------- | ---------------- | ----------------- | ---------------- | ----------------- | ----------------- | ----------------- | ----------------- | ----------------- | ---------------- | ----------------- | ------------- |
| Jogos Olímpicos |                  |                  |                  |                  |                   |                  |                   |                   |                   | 4.ª               |                   |                  |                   |               |
| Campeonato Mundial |                  |                  |                  |                  |                   |                  | Medalha de prata  | 5.ª               | WD                | Medalha de bronze |                   | C                | 19ª               |               |
| Campeonato dos Quatro Continentes |                  |                  |                  |                  |                   | Medalha de prata | Medalha de prata  | Medalha de ouro   | WD                | Medalha de bronze |                   |                  |                   |               |
| GP Grand Prix Final |                  |                  |                  |                  |                   |                  |                   | Medalha de prata  | Medalha de prata  | 5.ª               | 6.ª               |                  |                   |               |
| GP Cup of China |                  |                  |                  |                  |                   |                  |                   |                   |                   |                   |                   | Medalha de prata |                   | TBD           |
| GP NHK Trophy |                  |                  |                  |                  |                   | 5.ª              | Medalha de bronze | Medalha de ouro   | Medalha de prata  | 5.ª               | Medalha de prata  |                  |                   |               |
| GP Rostelecom Cup |                  |                  |                  |                  |                   | 5.ª              |                   |                   |                   |                   |                   | 4.ª              |                   |               |
| GP Skate America |                  |                  |                  |                  |                   |                  |                   | Medalha de bronze |                   | Medalha de ouro   | Medalha de ouro   |                  |                   | TBD           |
| GP Skate Canada International |                  |                  |                  |                  |                   |                  | Medalha de bronze |                   | Medalha de bronze |                   |                   |                  | C                 |               |
| CS Autumn Classic |                  |                  |                  |                  |                   |                  |                   |                   |                   |                   |                   |                  |                   | TBD           |
| CS Lombardia Trophy |                  |                  |                  |                  |                   |                  | Medalha de ouro   |                   |                   |                   |                   |                  |                   |               |
| CS U.S. International Figure Skating Classic |                  |                  |                  |                  |                   |                  |                   | Medalha de ouro   | Medalha de ouro   |                   | Medalha de ouro   | Medalha de ouro  |                   |               |
| Asian Open Figure Skating Trophy |                  |                  |                  |                  |                   | Medalha de ouro  |                   |                   |                   |                   |                   |                  |                   |               |
| Gardena Spring Trophy |                  |                  |                  |                  |                   | Medalha de ouro  |                   |                   |                   |                   |                   |                  |                   |               |
| Internacional – Júnior |                  |                  |                  |                  |                   |                  |                   |                   |                   |                   |                   |                  |                   |               |
| Campeonato Mundial Júnior |                  |                  |                  | 4.ª              | 7.ª               | 4.ª              |                   |                   |                   |                   |                   |                  |                   |               |
| JGP Grand Prix Júnior Final |                  |                  |                  |                  | 5.ª               |                  |                   |                   |                   |                   |                   |                  |                   |               |
| JGP JGP Estados Unidos |                  |                  |                  |                  | Medalha de ouro   |                  |                   |                   |                   |                   |                   |                  |                   |               |
| JGP JGP Itália |                  |                  |                  | 5.ª              |                   |                  |                   |                   |                   |                   |                   |                  |                   |               |
| JGP JGP Polônia |                  |                  |                  | Medalha de prata |                   |                  |                   |                   |                   |                   |                   |                  |                   |               |
| JGP JGP Turquia |                  |                  |                  |                  | Medalha de bronze |                  |                   |                   |                   |                   |                   |                  |                   |               |
| Asian Open Figure Skating Trophy |                  |                  |                  |                  | Medalha de ouro   |                  |                   |                   |                   |                   |                   |                  |                   |               |
| Internacional – Noviço |                  |                  |                  |                  |                   |                  |                   |                   |                   |                   |                   |                  |                   |               |
| Asian Open Figure Skating Trophy |                  |                  | Medalha de ouro  |                  |                   |                  |                   |                   |                   |                   |                   |                  |                   |               |
| Triglav Trophy |                  | Medalha de prata | Medalha de prata |                  |                   |                  |                   |                   |                   |                   |                   |                  |                   |               |
| Internacional – níveis menores |                  |                  |                  |                  |                   |                  |                   |                   |                   |                   |                   |                  |                   |               |
| International Challenge Cup – Debutante | Medalha de prata |                  |                  |                  |                   |                  |                   |                   |                   |                   |                   |                  |                   |               |
| Nacional |                  |                  |                  |                  |                   |                  |                   |                   |                   |                   |                   |                  |                   |               |
| Campeonato Japonês |                  |                  |                  | 6.ª              | Medalha de bronze | 4.ª              | Medalha de ouro   | Medalha de ouro   | Medalha de ouro   | Medalha de ouro   | Medalha de bronze | 4.ª              | Medalha de bronze |               |
| Campeonato Japonês – Júnior |                  | 4.ª              | 4.ª              | Medalha de ouro  | Medalha de ouro   |                  |                   |                   |                   |                   |                   |                  |                   |               |
| Campeonato Japonês – Noviço |                  | 4.ª              |                  |                  |                   |                  |                   |                   |                   |                   |                   |                  |                   |               |
| Equipes |                  |                  |                  |                  |                   |                  |                   |                   |                   |                   |                   |                  |                   |               |
| Jogos Olímpicos |                  |                  |                  |                  |                   |                  |                   |                   |                   | 5.ª 5T/4P         |                   |                  |                   |               |
| Troféu Mundial por Equipes |                  |                  |                  |                  |                   |                  | 3T/5P             |                   |                   |                   |                   |                  |                   |               |
| Japan Open |                  |                  |                  |                  |                   |                  | 3T/2P             | 1T/2P             | 1T/2P             |                   | 1T/3P             |                  |                   |               |
| |                  |                  |                  |                  |                   |                  |                   |                   |                   |                   |                   |                  |                   |               |
| Legenda: GP = Grand Prix; CS = Challenger Series; JGP = Grand Prix Júnior; WD = Abandonou C=Cancelada; Competição não foi disputada nesta temporada; Competição não fez parte do GP/CS |                  |                  |                  |                  |                   |                  |                   |                   |                   |                   |                   |                  |                   |               |